# Berstscheibe

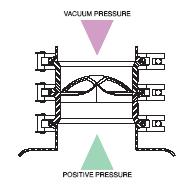
Unterschiedliche Druckbelastung auf eine Berstscheibe

Berstscheiben sind Drucksicherungen, die einen Behälter oder ein System vor schädigendem Über- oder Unterdruck schützen, indem eine Einmal-Membran zerbirst. Berstscheiben sind eine Art Sollbruchstelle.

## Aufbau und Funktion
Die Membran ist in der Regel eine dünne Folie, bestehend aus Stahl, Edelstahl oder Graphit; es können auch andere Materialien verwendet werden, um die Berstscheibe an eine bestimmte Anwendung anzupassen. Berstscheiben bieten eine schnelle Reaktion auf eine Veränderung des System-Druckes. Ist die Membran einmal zerstört, kann diese nicht wieder geschlossen werden.
Hauptsächlich werden Berstscheiben in Kreisform hergestellt, jedoch gibt es auch Systeme, die eine rechteckige Berstplatte benötigen. Die Größe variiert dabei je nach Anwendungszweck, ebenso wie der Berstdruck, also der Druck, der aufgebracht werden muss, um die Membran zu zerstören. Dieser Druck liegt meist bei 80 % des Auslegungsdrucks des Druckgeräts, zur richtigen Auslegung müssen jedoch ggf. nationale und europäische Richtlinien und Normen für Druckbehälter herangezogen werden.
Außerdem unterscheidet man in zugbelastete und Umkehr-Berstscheiben. Zugbelastete Berstscheiben sind mit der konkaven Seite der Berstscheibe zum Prozessmediumsdruck ausgerichtet. Sobald der Prozessdruck über den erlaubten Betriebsdruck steigt, wird die Zugfestigkeit des Materials erreicht, und es birst. Umkehr-Berstscheiben werden mit der konvexen Seite zum Systemdruck ausgerichtet und haben durch spezielle Fertigungsprozesse einen engen Toleranzbereich, in dem sie reagieren. Die unterschiedlichen Berstscheiben werden den entsprechenden Druckverhältnissen und Anforderungen angepasst.
Oft werden Berstscheiben mit Alarmsystemen gekoppelt, wie z. B. dem B.D.I.-Alarmsystem (burst-disc-indicator), welches speziell für Berstscheiben entwickelt wurde. Beim Bersten der Scheibe wird ein Signalkabel beschädigt, und der elektrische Stromfluss wird unterbrochen, wodurch dann das zugehörige Warngerät eine Warnung übermittelt oder ein entsprechendes Gerät aktiviert wird.

## Einsatz
Berstscheiben werden üblicherweise in der Luft- und Raumfahrt, als Drucksicherung bei chemischen und verfahrenstechnischen Prozessen, in der medizinischen Technik, in der Atom- und Petroindustrie, sowie auf Ölfeldern eingesetzt. Dabei können Berstscheiben als einzelne Schutzeinrichtungen oder als Backup-Gerät für ein konventionelles Sicherheitsventil verwendet werden, wenn eine Druckveränderung vorliegt und die eigentlichen Sicherheitsventile nicht funktionieren. Sie sind auch geeignet zum tertiären Explosionsschutz, wo sie vor allem die bei diesen Bauteilen möglichen großen Druckentlastungsflächen, z. B. das Bersten eines Druckbehälters, sicher verhindern.
Berstscheiben finden heute eine breite Anwendung in der Industrie und gehören zur Standardausrüstung druckbelasteter Systeme. Berstscheiben können verwendet werden, um bestimmte Anlagen gegen extrem hohe Drücke zu schützen, oder so gestaltet werden, um als Einmal-Ventil mit hoher Zuverlässigkeit zu funktionieren und so industrielle Anlagen zu schützen.
In mehreren Folgen der Serie MythBusters – Die Wissensjäger werden Berstscheiben zur Ermittlung von Druckverhältnissen bei Explosionen in Abhängigkeit vom Abstand zum Explosionsort verwendet, um die Belastung auf den menschlichen Körper zu ermitteln.